# A-pop
A-pop (viết tắt của cụm từ tiếng Anh Asian pop - tức "nhạc pop châu Á") là thuật ngữ chung bắt đầu được sử dụng để chỉ ba nền âm nhạc lớn nhất châu Á, bao gồm: J-pop của Nhật Bản, C-pop của khu vực Hoa ngữ (gồm cả Mandopop lẫn Cantopop) và K-pop của Hàn Quốc kể từ năm 2013.
Thuật ngữ A-pop xuất hiện đầu tiên từ trang mạng xã hội chia sẻ video lớn nhất thế giới YouTube của Google qua kênh chính được tạo lập với mục đích quy tụ những kênh chính thức về J-pop, C-pop, K-pop trên YouTube, bao gồm các nghệ sĩ, nhóm nhạc, nhà phát hành và các hãng đĩa.
Thiết lập kênh A-pop như một hệ thống về âm nhạc châu Á trên YouTube là bước trong kế hoạch toàn cầu hóa âm nhạc châu Á sau khi các trang quảng bá, trang tổng hợp về A-pop được tạo lập trên các mạng xã hội nổi tiếng hiện hành hàng đầu là Facebook và Google+ nhận được sự theo dõi, ủng hộ của hàng tỷ người trên thế giới.
Kênh A-pop trên YouTube chính là trang hỗ trợ quảng bá cho chiến dịch "Hang-out cùng thần tượng A-pop" diễn ra trên Google+ từ đầu năm 2013.